# Эль Теньенте (стадион)
«Эль Теньенте» (исп. Estadio Parque El Teniente) — футбольный стадион, расположенный в городе Ранкагуа. Он служит домашней ареной для футбольного клуба «О’Хиггинс», также иногда в этом качестве он выступает и для других клубов и национальной футбольной сборной. В настоящее время вместительность стадиона составляет 16 200 зрителей, он был построен в 1945 году и назван по имени компании Braden Copper Company (Estadio Braden Copper Co.). Стадион принимал у себя несколько матчей чемпионата мира по футболу 1962 года. В преддверии Кубка Америки 2015 года он был реконструирован.

## История

### Строительство

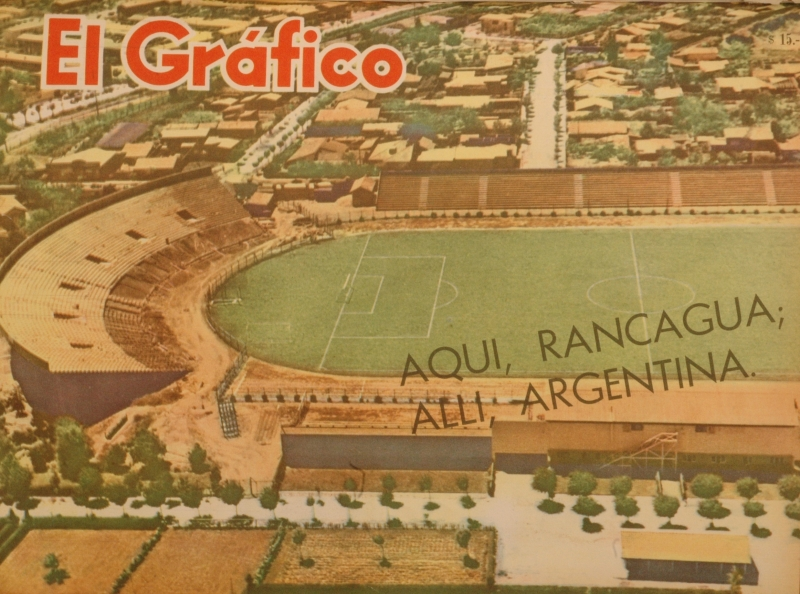
Стадион в журнале El Gráfico в 1962 году

Стадион с момента начала строительства принадлежал американской компании по добыче меди Braden Copper Company, разрабатывающей полезное ископаемое «Эль Теньенте».

## Чемпионат мира по футболу 1962
Стадион Эль Теньенте принял у себя 7 игр чемпионата мира по футболу 1962 года: все матчи Группы 4 и четвертьфинал.

### Матчи

#### Группа 4
| Май 30, 1962 15:00 | \| Аргентина \| 1-0 \| Болгария \| \| Факундо 4′ \| Голы \| \| | Ранкагуа, Браден Судья: Хуан Гардеасабаль Гарай Зрителей: 7134 |
| Аргентина          | 1-0                                                            | Болгария                                                       |
| Факундо 4′         | Голы                                                           |                                                                |

| Май 31, 1962 15:00     | \| Венгрия \| 2-1 \| Англия \| \| Тихи 17′ · Альберт 61′ \| Голы \| Флауэрс 60′ (пен.) \| | Ранкагуа, Браден Судья: Лео Хорн Зрителей: 7938 |
| Венгрия                | 2-1                                                                                       | Англия                                          |
| Тихи 17′ · Альберт 61′ | Голы                                                                                      | Флауэрс 60′ (пен.)                              |

| Июнь 2, 1962 15:00                               | \| Англия \| 3-1 \| Аргентина \| \| Флауэрс 17′ (пен.) · Б. Чарльтон 42′ · Гривз 67′ \| Голы \| Санфилиппо 81′ \| | Ранкагуа, Браден Судья: Николай Латышев Зрителей: 9794 |
| Англия                                           | 3-1 | Аргентина                                              |
| Флауэрс 17′ (пен.) · Б. Чарльтон 42′ · Гривз 67′ | Голы | Санфилиппо 81′                                         |

| Июнь 3, 1962 15:00                               | \| Венгрия \| 6-1 \| Болгария \| \| Альберт 1′, 6′, 53′ · Тихи 8′, 70′ · Шоймоши 12′ \| Голы \| Соколов 64′[2] \| | Ранкагуа, Браден Судья: Хуан Гардесабаль Гарай Зрителей: 7442 |
| Венгрия                                          | 6-1 | Болгария                                                      |
| Альберт 1′, 6′, 53′ · Тихи 8′, 70′ · Шоймоши 12′ | Голы | Соколов 64′                                                   |

| Июнь 6, 1962 15:00 | \| Венгрия \| 0-0 \| Аргентина \| | Ранкагуа, Браден Судья: Артуро Ямасаки Зрителей: 7945 |
| Венгрия            | 0-0                               | Аргентина                                             |

| Июнь 7, 1962 15:00 | \| Англия \| 0-0 \| Болгария \| | Ранкагуа, Браден Судья: Антуан Блавье Зрителей: 5700 |
| Англия             | 0-0                             | Болгария                                             |

#### 1/4 финала
| Июнь 10, 1962 14:30 | \| Чехословакия \| 1—0 \| Венгрия \| \| Шерер 13′ \| Голы \| \| | Ранкагуа, Браден Судья: Николай Латышев Зрителей: 11690 |
| Чехословакия        | 1—0                                                             | Венгрия                                                 |
| Шерер 13′           | Голы                                                            |                                                         |

## Новый стадион
21 мая 2008 года тогдашний президент Чили Мишель Бачелет объявила о программе «Red de Estadios para el Bicentenario», в рамках которой должны были быть построены новые стадионы и реконструированы старые, среди которых был и Эль Теньенте. Однако реконструкция Эль Теньенте, планируемая до 2010 года, не была произведена в течение всего президентского срока Бачелет из-за землетрясения 2010 года.
2 сентября 2012 года президент Чили Себастьян Пиньера объявил об окончательном проекте реконструкции стадиона, который должен по этому плану иметь вместимость в 15 000 зрителей.
 Работы начались 19 февраля 2013 года, а окончание их планировалось на начало 2014 года.
Национальная ассоциация профессионального футбола (ANFP) сообщила в декабре 2012 года, что стадион Эль Теньенте был избран для проведения ряда матчей Кубка Америки по футболу 2015, наряду со стадионами в городах Сантьяго, Антофагаста, Ла-Серена, Вальпараисо, Винья-дель-Мар, Консепсьон и Темуко. Ранкагуа конкурировал за право проведения матчей Кубка Америки 2015 с Талькой, однако непосредственная близость Ранкагуа к столице Сантьяго определила выбор в его пользу.